# Chloroclystis telygeta
Celaenaclystis telygeta là một loài bướm đêm trong họ Geometridae.